# تیم ملی فوتبال زیر ۲۱ سال نروژ
تیم ملی فوتبال زیر ۲۱ سال نروژ (انگلیسی: Norway national under-21 football team) یا تیم ملی فوتبال جوانان نروژ، نماینده کشور نروژ در مسابقات فوتبال جوانان اروپا و جهان است که زیر نظر فدراسیون فوتبال نروژ فعالیت می‌کند.
از افتخارات این تیم میتوان به کسی مقام سومی در مسابقات زیر ۲۱ سال اروپا سال‌های ۱۹۹۸ و ۲۰۱۳ اشاره کرد.